# Prillieuxina
Prillieuxina — рід грибів родини Asterinaceae. Назва вперше опублікована 1918 року.